# Театр Маркідеіо
Театр Маркідеіо (грец. Μαρκίδειο Θέατρο) — сучасний театр в місті Пафос, Кіпр. Спорруджено на конкурсній основі архітектурним бюро Simpraxis Architects. Проєкт номінувався та перемагав у архітектурних конкурсах.

## Опис
Розташований на периферії Старого міста Пафоса, між Старим ринком на заході та Старою головною площею на півдні. На місці знаходився старий театр, який потрібно було відремонтувати. Були також дві суміжні підприємства легкої промисловості, мармурова майстерня та автослюсарня, які знесли. Існуючий театр був віддалений від навколишніх вулиць, але також частково прихований за двома існуючими майстернями.
Отже, його було важко знайти і не було жодної форми діалогу з навколишнім районом. Мета полягала в тому, щоб перетворити існуючу будівлю на сучасний і функціональний театр для вистав та музики.
Театр по-новому визначив міський масштаб району та створив громадський вузол, що зв'язує стару частину міста з новою. Його вестибюль і внутрішній дворик стали громадським променадом через будівлю. У цих громадських приміщеннях у будівлі розміщуються експозиції та інші мистецькі заходи, які безпосередньо не пов'язані з виставами.

## Галерея

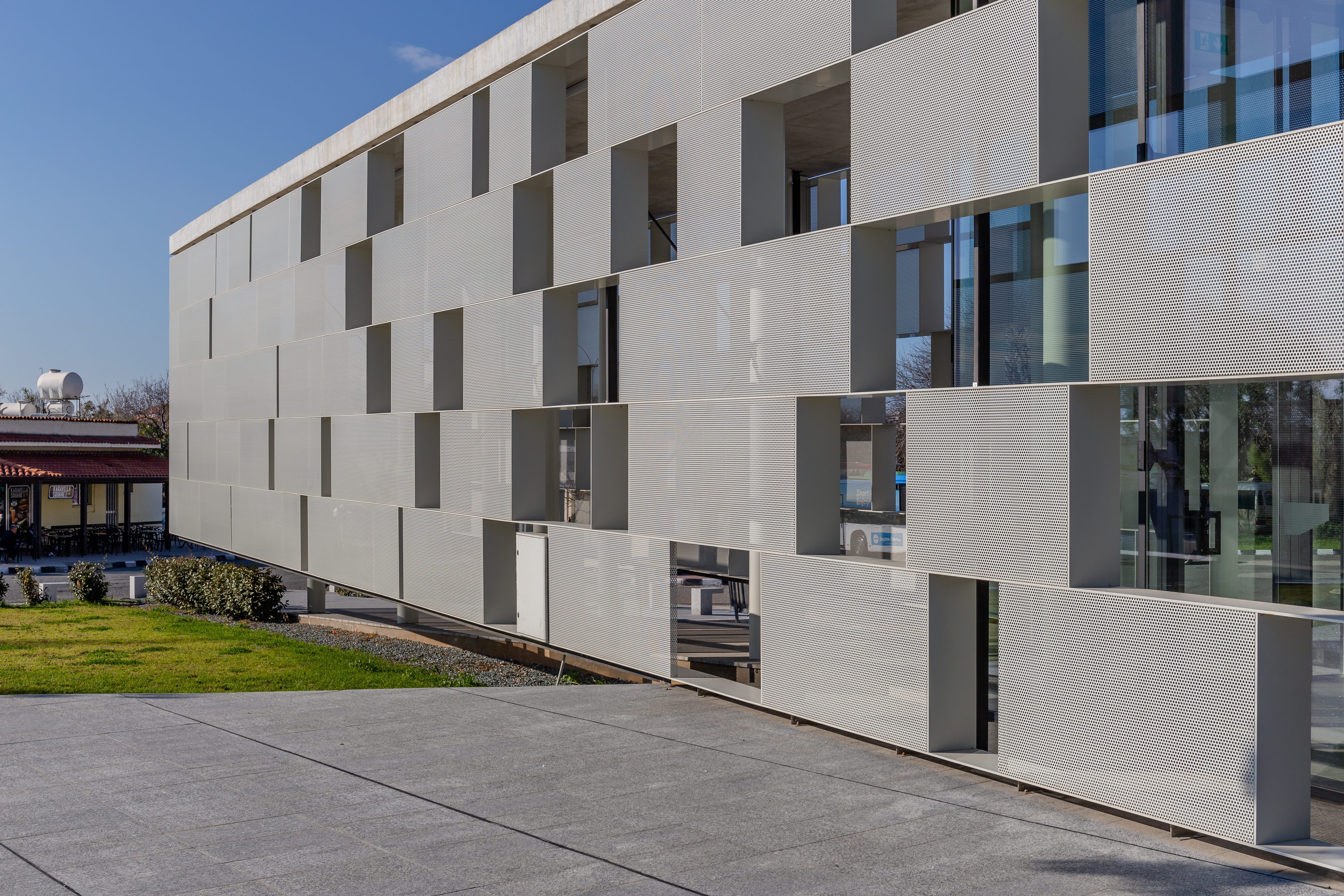
Коридор
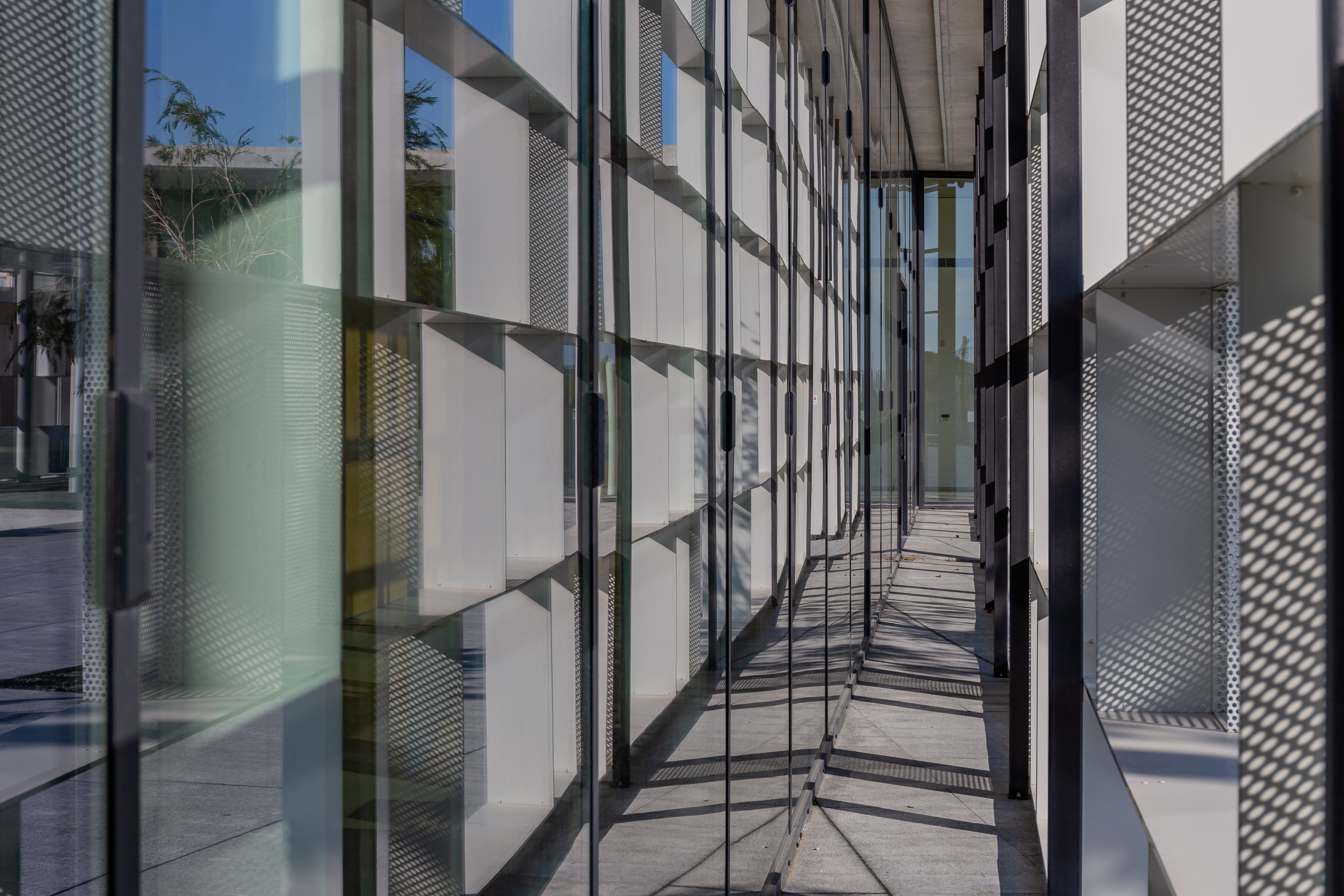
Коридор
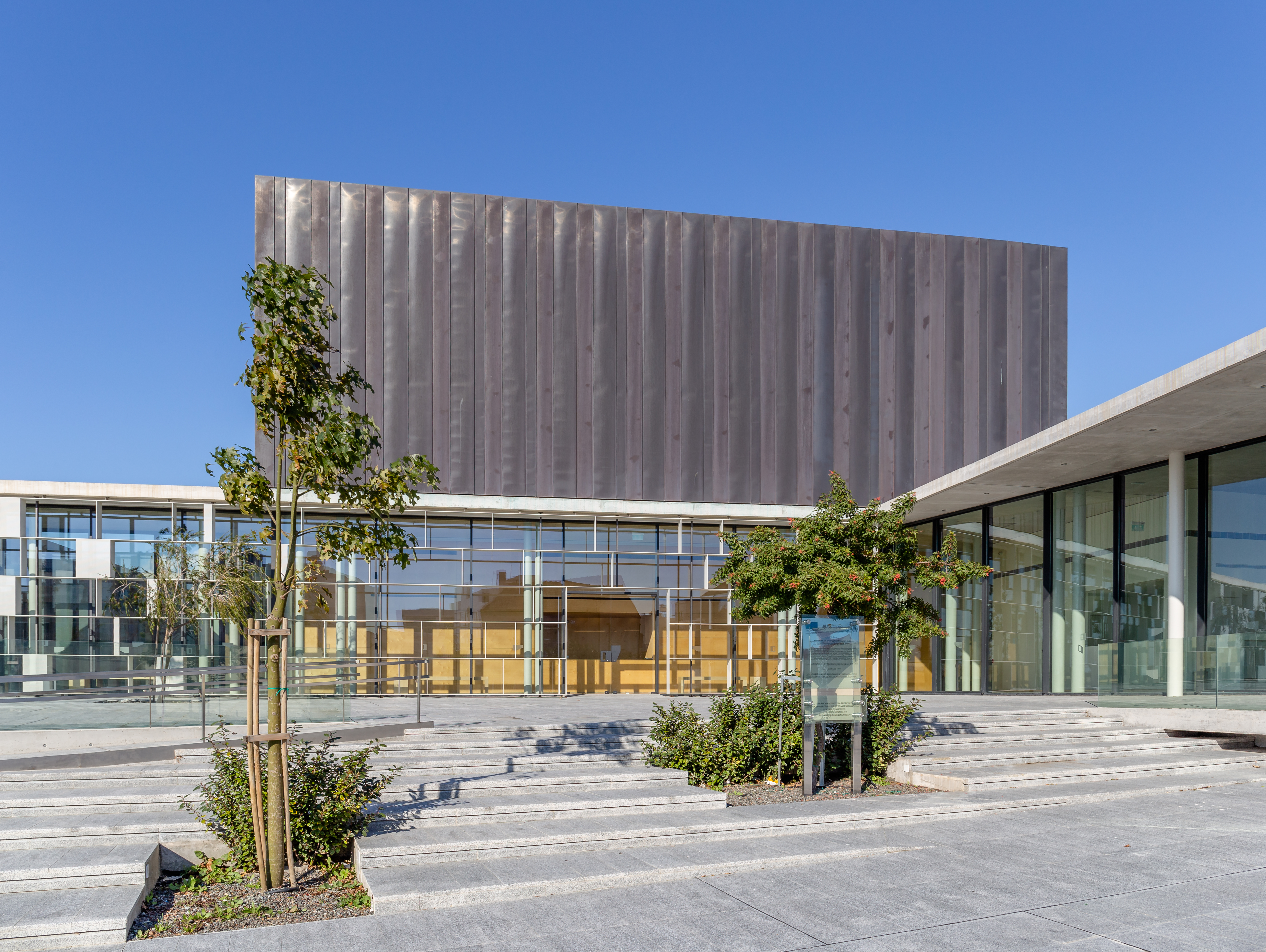